# USS Wisconsin (BB-9)
USS Wisconsin (BB-9) – amerykański pancernik typu Illinois, w służbie od 1901 do 1920 roku. Pierwszy okręt United States Navy noszący nazwę pochodzącą od 30. stanu. Służył podczas I wojny światowej, wykorzystywany do celów szkolnych na wodach amerykańskich.

## Budowa
Kontrakt na budowę zawarto 19 września 1896. Stępkę położono 9 lutego 1897 w San Francisco w stoczni Union Iron Works. Okręt został zwodowany 26 listopada 1898, matką chrzestną była pani Elizabeth Stephenson, córka senatora Isaaca Stephensona. Jednostka weszła do służby 4 lutego 1901, pierwszym dowódcą został komandor George C. Reiter.

## Służba

### Początkowy okres
12 marca 1901 pancernik wyszedł z San Francisco, od 17 marca do 11 kwietnia przeprowadził ogólne ćwiczenia i szkolenia na zatoce Magdalena Bay. 15 kwietnia wrócił do portu i wszedł do suchego doku na naprawy. Po zakończeniu prac udał się na północ wzdłuż zachodniego wybrzeża USA, opuścił San Francisco 28 maja, dotarł do Port Orchard 1 czerwca. Pozostawał tam przez dziewięć dni, po czym wrócił do San Francisco.
Następną podróż odbył w towarzystwie pancerników „Oregon” (BB-3) i „Iowa” (BB-4), krążownika „Philadelphia” (C-4) i kontrtorpedowca „Farragut” (TB-11). Formacja udała się na północno-zachodni Pacyfik, 29 czerwca dotarła do Port Angeles. 2 lipca odpłynęła do Port Whatcom, 5 lipca wróciła do Port Angeles. Tam formacja wznowiła typowe ćwiczenia i szkolenia. USS „Wisconsin” miał ten przydział do połowy lipca. Po przejściu napraw i przeróbek w Puget Sound Navy Yard w Bremerton w dniach 23 lipca–14 października, popłynął na środkowe i południowe obszary Pacyfiku. 23 października zawinął do Honolulu. Po nabraniu węgla 26 października wyszedł w rejs do Samoa, w czasie tej podróży odbywały się ćwiczenia z udziałem artylerii głównego i średniego kalibru.
5 listopada dotarł do stacji morskiej w Tutuila. Pozostawał tam wraz z węglowcem „Abarenda” (AC-13) i statkiem szpitalnym „Solace” (AH-2) przez ponad dwa tygodnie. Po przejściu do Apia, miejsca katastrofalnego huraganu w 1888, gościł gubernatora Samoa Niemieckiego. 21 listopada okręt wypłynął z portu, kierując się w stronę przybrzeżnych wód Centralnej i Południowej Ameryki. Po drodze odwiedził Hawaje.
25 grudnia 1901 dotarł do Acapulco w Meksyku i pozostawał w tym porcie przez trzy dni. Po nabraniu węgla dwukrotnie odwiedził Callao w Peru i raz Valparaíso w Chile, 26 lutego 1902 wrócił do Acapulco.
Od 6 do 22 marca ćwiczył na wodach meksykańskich w Pichilinque Bay i Zatoce Magdaleny, przeprowadzając intensywny i różnorodny trening, w skład którego wchodziły szkolenia i ćwiczenia z zakresu broni ręcznej, desantowania oraz dziennych i nocnych strzelań z dział artylerii głównej. Dalsze ćwiczenia przeprowadził w pobliżu zachodniego wybrzeża USA, odwiedzając po drodze Coronado, San Francisco i Port Angeles, 4 czerwca dotarł do Puget Sound Navy Yard.
Do 11 sierpnia przechodził naprawę i przebudowę. Wtedy przeprowadził ćwiczenia artyleryjskie w pobliżu Tacoma i Seattle. 29 sierpnia wrócił do Puget Sound Navy Yard, gdzie przeprowadzono dalsze prace. W stoczni pozostał do 12 września. Wówczas popłynął do San Francisco trasą w kierunku Panamy.
Jako okręt flagowy Eskadry Pacyfiku (ang. Pacific Squadron) z kontradmirałem Silasem Caseyem na pokładzie, 30 września 1902 zawinął do Panamy w Kolumbii, by bronić amerykańskich interesów i zachować integralność przejścia przez Przesmyk Panamski. Casey zaoferował swoje usługi jako mediatora w wojnie domowej, która trwała od trzech lat. Zaprosił liderów obu frakcji, konserwatystów i liberałów, do spotkania na pokładzie pancernika. W ciągu kolejnych tygodni, w październiku i na początku listopada wznawiano wielokrotnie odkładane negocjacje. W końcu obie strony doszły do porozumienia i 21 listopada 1902 podpisały układ. Umowa ta została nazwana w kolumbijskich kręgach „pokojem z Wisconsin” (ang. The Peace of Wisconsin). Gdy kontradmirał Henry Glass, następca admirała Caseya na stanowisku dowódcy Eskadry Pacyfiku, napisał swój raport do sekretarza marynarki za rok podatkowy 1903, chwalił wkład dyplomatyczny poprzednika w rozwiązanie kryzysu panamskiego. Glass napisał „Ostateczne rozstrzygnięcie rewolucyjnych niepokojów było głównie wynikiem jego wysiłków” („The final settlement of the revolutionary disturbance, was largely due to his efforts”.)
22 listopada po wykonaniu zadania okręt opuścił wody panamskie, 6 grudnia dotarł do San Francisco, by przygotować się do ćwiczeń artyleryjskich. Cztery dni później kontradmirał Casey podniósł swój proporczyk na krążowniku pancernym „New York”, w ten sposób zwalniając pancernik z roli okrętu flagowego Eskadry Pacyfiku. Do 17 września USS Wisconsin brał udział w ćwiczeniach artyleryjskich, potem popłynął do Bremerton. Pięć dni przed Bożym Narodzeniem 1902 dotarł do Puget Sound Navy Yard. Do 19 maja 1903 przechodził naprawy i przeróbki, po czym wypłynął do Azji (przydział do Asiatic Station).
12 czerwca dotarł do Jokohamy (po drodze odwiedził Honolulu), mając na pokładzie kontradmirała Yatesa Stirlinga. Trzy dni później Stirling wymienił się jednostkami flagowymi z kontradmirałem P.H. Cooperem, ten podniósł swój dwugwiazdkowy proporczyk na maszcie USS „Wisconsin”, który stał się w ten sposób jednostką flagową Północnej Eskadry Floty Azjatyckiej (ang. Asiatic Fleet’s Northern Squadron). Stirling objął dowództwo na tenderze „Rainbow”.
Przez następne trzy lata pancernik operował na Dalekim Wschodzie wraz z Flotą Azjatycką, na jesieni 1906 wrócił do USA. Latem prowadził rutynową służbę na północnych obszarach przydzielonych formacji (w pobliżu Chin i Japonii), z powodu wyjątkowo wysokich temperatur na Filipinach w tym czasie. Na obszar archipelagu filipińskiego wracał na zimę. Odwiedził wiele portów w Japonii i Chinach, m.in. porty: w Kobe, Jokohamie, Nagasaki i Yokosuce oraz Xiamen, Szanghaju, Yantai, Nankinu i Dagu. Dodatkowo pancernik popłynął rzeką Jangcy do Nankinu, Morza Wewnętrznego i cieśniny Nimrod. Prowadził manewry floty i ćwiczenia w pobliżu chińskiego i filipińskiego wybrzeża, które przerywał okresami przebywania w porcie i na remontach. W tym czasie służył pod dowództwem kontradmirała Coopera jako okręt flagowy Floty Azjatyckiej.
20 września opuścił Jokohamę i po odwiedzinach w Honolulu pomiędzy 3 a 8 października, dotarł 18 października do San Francisco. Po siedmiu dniach postoju w porcie popłynął wzdłuż zachodniego wybrzeża USA i 28 października dotarł do Puget Sound Navy Yard. Tam został wycofany ze służby 16 listopada 1906.

### Rejs Wielkiej Białej Floty i dalsza służba
1 kwietnia 1908 wrócił do służby, dowódcą został komandor Henry Morrell. USS „Wisconsin” był wyposażany w Puget Sound Navy Yard do końca kwietnia. Po przejściu do Port Angeles w dniach 30 kwietnia – 2 maja popłynął wzdłuż zachodniego wybrzeża USA, 6 maja dotarł do San Francisco gdzie uczestniczył w przeglądzie floty. Następnie wrócił do Puget Sound, tam dokończono instalację systemu prowadzenia ognia (21 maja – 22 czerwca).
Wkrótce potem udał się znowu w rejs na południe i wrócił do San Franscico na początku lipca. Dołączył do pancerników Floty Atlantyku wysłanych na zachodnie wybrzeże USA w ramach akcji, która została nazwana rejsem Wielkiej Białej Floty i była demonstracją siły Stanów Zjednoczonych, realizacją polityki „big stick” prezydenta Theodore Roosevelta. USS „Wisconsin” w czasie swojego rejsu w składzie Wielkiej Białej Floty odwiedził porty w Nowej Zelandii, Australii, Filipinach, Japonii, Chinach, Cejlonie i Egipcie. Po przejściu przez Kanał Sueski odwiedził Maltę, Algierię i Gibraltar w dniu urodzin Waszyngtona 1909 dotarł do Hampton Roads. Po powrocie okręty przeszły przegląd przeprowadzany przez prezydenta Roosevelta. Wielka podróż zakończyła się bez większych incydentów.
6 marca okręt opuścił rejon Tidewater i trzy dni później dotarł do Portsmouth Navy Yard w New Hampshire. Przeszedł tam remont i przeróbki. Prace trwały do 23 czerwca, jego „białe i kolory” i zyskując bardziej bojowy kolor szarości. Pod koniec czerwca w Hampton Roads pancernik dołączył do Floty Atlantyku, ale krótko pozostawał na tych wodach. Wkrótce popłynął na północ do Portland, gdzie dotarł 2 lipca, by wziąć udział w obchodach święta 4 Lipca (amerykańskiego Dnia Niepodległości).
Następnie udał się wzdłuż wschodniego wybrzeża USA na południe, docierając w pobliże Rockport i Provincetown. 6 sierpnia wrócił wraz z flotą do Hampton Roads. W ciągu następnych tygodni brał udział w ćwiczeniach artyleryjskich na obszarze zwanym southern drill grounds w pobliżu Virginia Capes, przerywając je okresami przeglądów w Hampton Roads.
Po przybyciu wraz z flotą do Nowego Jorku, gdzie zakotwiczył na North River, wziął udział pomiędzy 22 września i 5 października w obchodach Hudson-Fulton. Od 7 października do 28 listopada przeszedł naprawy w Portsmouth Navy Yard. Po zakończeniu prac stoczniowych przepłynął do Newport i wziął na pokład poborowych w celu przewiezienia ich do Hampton Roads, gdzie mieli służyć we Flocie Atlantyku.
Do połowy grudnia operował wraz z flotą w pobliżu Virginia Capes, po czym udał się do Nowego Jorku, by spędzić Boże Narodzenie w tym porcie. Na początku stycznia 1910 popłynął na wody kubańskie i operował z zatoki Guantanamo przez ponad dwa miesiące (12 stycznia – 19 marca).
Odwiedził Tompkinsville i Nowy Orlean, po czym 22 kwietnia wyładował amunicje w Nowym Jorku. Tej wiosny 1910 przeszedł do Portsmouth Navy Yard gdzie został umieszczony w rezerwie. W kwietniu 1912 został przesunięty do Filadelfii, a jesienią tego roku wziął udział w przeglądzie floty w pobliżu Yonkers. Później ponownie przeszedł do rezerwy w Atlantyckiej Flocie Rezerwowej (ang. Atlantic Reserve Fleet). W październiku 1913 przeszedł w stan „in ordinary” i pozostawał w takim stanie do czasu dołączenia do Eskadry Szkolnej Akademii Morskiej (ang. United States Naval Academy Practice Squadron) wiosną 1915. Wznowił wtedy wykonywanie zadań szkolnych wraz z pancernikami „Missouri” i „Ohio”. W tym składzie został trzecim pancernikiem, który przeszedł przez Kanał Panamski. Uczynił to w połowie lipca 1915 w drodze na zachodnie wybrzeże Stanów Zjednoczonych, mając na pokładzie kandydatów na oficerów.

### I wojna światowa
Pancernik został wycofany ze służby okrętu szkolnego w 1917, 6 kwietnia tego roku, gdy Stany Zjednoczone przystąpiły do I wojny światowej, stał zakotwiczony w Philadelphia Naval Shipyard. Dwa dni później członkowie Naval Militia zaczęli meldować się na pokładzie pancernika by uzyskać kwaterę i przydział.
23 kwietnia Wisconsin, „Missouri” i „Ohio” ponownie weszły do aktywnej służby i zostały przydzielone do Przybrzeżnej Eskadry Patrolowej Pancerników (ang. Coast Battleship Patrol Squadron). W ciągu dwóch tygodni, 2 maja, David F. Sellers zameldował się na pokładzie i objął dowodzenie. Cztery dni później pancernik wyszedł w morze i udał się w kierunku Virginia Capes. 7 maja dotarł do Yorktown. Od początku maja do początku sierpnia pełnił rolę okrętu szkolnego dla załóg maszynowni i wykonywał rejsy szkolne w rejonie Chesapeake Bay-York River. Szkolił rekrutów do pełnienia różnych funkcji na okrętach (np. strażaków), którzy po zdobyciu kwalifikacji byli przydzielani na przejęte od wroga statki. Rząd amerykański po wypowiedzeniu wojny zajął bowiem jednostki wroga znajdujące się w jego portach. Rekruci byli także kierowani na okręty ZOP (np. ścigacze okrętów podwodnych) i statki handlowe budowane w amerykańskich stoczniach.
Pomiędzy 13 a 19 sierpnia w drodze do Port Jefferson okręt brał udział w manewrach i ćwiczył w towarzystwie starych pancerników „Kearsarge” (BB-5), „Alabama” (BB-8), „Illinois” (BB-7), „Kentucky” (BB-6), „Ohio” (BB-12), „Missouri” (BB-11) i „Maine” (BB-10). Przez następne tygodnie kontynuował treningi i szkolenia taktyczne, bazując w Port Jefferson i odbywając rejsy szkolne w głąb cieśniny Long Island Sound.
Na początku października wrócił w rejon York River i wznowił wykonywanie obowiązków szkolnych, operując głównie na zatoce Chesapeake. Pełnił tę służbę do wiosny 1918, przerywając ją pomiędzy 30 października i 18 grudnia 1917 na naprawy w Philadelphia Naval Shipyard.
Od 13 maja do 3 czerwca 1918 znowu przebywał w stoczni. Następnie wyszedł w rejs do Annapolis, ale po przejściu obok Brandywine Shoal Light otrzymał rozkaz pozostawania w pobliżu wybrzeża. Rozkazy zostały później zmodyfikowane i wysłały go na rzekę Delaware w pobliże Bombay Hook, ponieważ wrogie okręty podwodne pojawiły się w rejonie Cape Henlopen. Powojenna analiza akt niemieckich pokazała, że U-151, pierwszy z sześciu wrogich okrętów podwodnych, który przybył w rejon wschodniego wybrzeża USA w 1918, zatopił 23 maja trzy szkunery i inne jednostki w ciągu następnych dni.
Po ponownym wyjściu w morze 6 czerwca USS Wisconsin dotarł do Annapolis następnego dnia. Następnego dnia zabrał na pokład 176 podchorążych (ang. midshipman) trzeciej klasy i wyszedł z nimi w rej na York River. Do 29 sierpnia wykonywał ćwiczenia szkolne w regionie Chesapeake Bay. Wtedy wrócił do Annapolis i wysadził przyszłych oficerów. 30 sierpnia po przypłynięciu do Yorktown wziął na pokład 217 ludzi do wyszkolenia ich np. na strażaków, maszynistów, sterników i sygnalistów. Wznowił w ten sposób wykonywanie zadań szkolnych i kontynuował je do chwili podpisania rozejmu 11 listopada 1918.
20 grudnia zakończył swój przydział szkolny i popłynął na północ. Trzy dni przed Bożym Narodzeniem zawinął do Nowego Jorku. Wraz z innymi okrętami uczestniczył w przeglądzie floty dokonanym przez sekretarza marynarki Josephusa Danielsa, który znajdował się na pokładzie jachtu „Mayflower”. Drugą ważną osobą w czasie uroczystości był asystent sekretarza marynarki Franklin Delano Roosevelt (przyszły prezydent) na pokładzie „Aztec”. Przegląd odbył się 26 grudnia.
Zimą pancernik pływał z flotą po wodach kubańskich. W lecie 1919 odbył rejs szkolny z podchorążymi na Karaiby.
15 maja 1920 okręt został wycofany ze służby. W czasie oczekiwania na decyzję o dalszym losie 17 lipca 1920 otrzymał numer klasyfikacyjny BB-9. 26 stycznia 1922 został sprzedany na złom w zgodzie z ustaleniami traktatu waszyngtońskiego.